# Азіріс Нуна
«Азіріс Нуна» (рос. Азирис Нуна) — російський фантастичний фільм 2006 р., екранізація роману Юлія Буркіна і Сергія Лук'яненка «Сьогодні, мамо!» — першої частини трилогії «Острів Русь».

## Сюжет
Одного разу в міський археологічний музей привозять кам'яну брилу, поцятковану напівстертими староєгипетськими ієрогліфами. Сторож музею, на свій подив, виявляє в брилі тріщину, з якої видніється загадковий металевий предмет.
Два брата, Стас і Костя, дізнаються про підозрілий шматок скелі і під покровом ночі забираються в музей. Вони знаходять усередині брили дивну металеву капсулу яйцеподібної форми, забираються в неї і абсолютно дивовижним способом відправляються в подорож у часі.
Спочатку вони потрапляють в 2506 рік, де стають в'язнями «Космічної в'язниці», знайомляться з незвичайними людьми майбутнього, грають у неймовірну гру, потрапляють в лапи фантастичного сфінкса Шидли, який рятує їх від небезпеки. Брати продовжують свою подорож у машині часу, що закидає їх цього разу в 1506 рік до н. е. в Стародавній Єгипет. Там їх чекає знайомство з кровожерливим фараоном Неменхотепом, який посилає їх на жорстоку кару, де брати опиняються на волосок від загибелі. В черговий раз врятувавшись від древніх єгиптян Стас і Костя знову забираються в капсулу хроноскафа і повертаються в наш час до своїх батьків. Але братів чекає сутичка з мумією фараона Неменхотепа, що раптово ожила в археологічному музеї.

## Ролі
- Філіп Авдєєв — Костя
- Роман Кірімов — Стас
- Максим Аверін — Шидла
- Олександр Філіппенко — фараон Неменхотеп IV / мумія фараона
- Олександр Лазарев — тато
- Нонна Гришаєва — мати / Хайліне
- В'ячеслав Грішечкін — Кубатай
- Альона Івченко — Айна
- Семен Фурман — Смолянин
- Марія Козакова — Хайліне
- Андрій Лук'янов — верховний жрець
- Андрій Бархударов — Доршан
- Володимир Гусєв — радник Аширі
- Юрій Ваксман — радник Гопа
- Олександр Бєляєв — провісник погоди
- Валерій Гіріс — глашатай
- Спартак Мішулін — сторож

## Музика
Спеціально для фільму група «Тайм-Аут» записала кавер на пісню В. Чернишова та Р. Рождєствєнського «Этот большой мир».

## Критика
Рейтинг на IMDb — 3,6/10.